# Маркус Шулц
Маркус Шулц (на немски: Markus Schulz) е транс DJ.
Според класацията на сайта The DJ list той влиза в топ 50 на най-добрите DJ-и на планетата. Маркус Шулц е известен най-вече със своето музикално радио шоу – „Global DJ Broadcast“.
Читателите на списание DJ Mag по света и феновете на Транс музиката го поставят на #8 позиция в класацията DJ Mag Top 100 DJs
Маркус казва:
„Израснах с музиката, която оказа голямо влияние върху самия мен и ме направи такъв, какъвто съм, така че когато започнах да правя музика, я правих с мисъл, че съм и слушател, и се опитвах да пресъздам усещането, което аз самия винаги съм изпитвал. Музиката е това, с което по-ленсо преодоляваш трудностите, тя е саундтрака на добрите времена и те докосва по един уникален начин.“

## Продуциране
Маркус е реализирал два албума с ремиксирани песни и един собствен. Той е имал възможността да работи с диджеи и групи като Gabriel & Dresden, Depeche Mode, Karada, Armin Van Buuren, Fatboy Slim, Oceanclab, Above & Beyond и много други. Неговите ремикси на траковете „Intuition“ и „Stand“ (от Jewel) влизат в най-добрите клубни чартове.

## DJ кариера
Когато Маркус не е в студиото си да продуцира, той активно гастролира в редица страни. Той е пускал в клубове в целия свят – Ибиса, Познан, Торонто, Монреал, Сан Франциско. Пускал е и на много фестивали – Nature One, Dance Valley, Love Parade, Global Gathering, Trance Energy, Together as One и много други. Освен това той има и собствено радио шоу – Global DJ Broadcast.

## Global DJ Broadcast
Историята на това радио шоу започва още през март 2002 г. Маркус живее в Маями, където се намира радиото за денс музика Party 93.1. Шоуто започва през март 2002 г. по време на WMC (Winter Music Conference). След кратко прекъсване то става седмично от май същата година. Години наред (до разпада на Party 93.1 през 2005) Маркус води 3-4-часови шоута, с гостуващи диджеи от целия свят.
След като Party 93.1 променя формата си на рок и става Rock 93.1 (през март 2005 г.), Маркус решава да си търси ново радио и го намира. То се казва Digitally Imported и е едно от най-големите онлайн радиа за електронна музика. Шоуто на Маркус променя формата си – от 3-4-часово се превръща в двучасово.

## Дискография
- Coldharbour Sessions (2004, Armada Music)
- Miami '05 (2005, Moist Music)
- Without You Near (2005, Ultra Records)
- Ibiza '06 (2006, Moist Music)
- Progression (2007, Armada Music)

## Ремикси
- 1993 Sagat – Why Is It? Fuk Dat (Markus' Plastic Dub)
- 1993 The Movement – Shake That (Slice's Wake Up Dub)
- 1994 Glenn „Sweet G“ Toby – I Can Tell (Underground Journey)
- 1994 Sweet Sable – Old Times' Sake (Funky Rhythm Club Mix Edit) with CL McSpadden
- 1994 Sweet Sable – Old Times' Sake (Funky Rhythm Dub Mix Edit) with CL McSpadden
- 1994 Sweet Sable – Old Times' Sake (Funky Rhythm Club Mix) with CL McSpadden
- 1994 Sweet Sable – Old Times' Sake (Funky Rhythm Instrumental) with CL McSpadden
- 1994 Transglobal Underground – Temple Head (Edge Factor Mix) with CL McSpadden
- 1994 Transglobal Underground – Temple Head (Underground Journey Mix) with CL McSpadden
- 1994 Transglobal Underground – Temple Head (Tribal Mix) with CL McSpadden
- 1994 Transglobal Underground – Temple Head (Early Morning Dub) with CL McSpadden
- 1994 2 Unlimited – Throw The Groove Down (11 Minute Excursion) with CL McSpadden
- 1994 Sandra Bernhard – You Make Me Feel (Mighty Real) (The Edge Factor Dub) with CL McSpadden
- 1995 Amber McFadden – Do You Want Me (Original Underground Journey) with CL McSpadden
- 1995 Truce – Pump It (Club Mix) with R.K. Jackson
- 1995 Truce – Pump It (Marcus' Tribal Mix)
- 1995 Real McCoy – Come And Get Your Love (The Plastik Mix) with CL McSpadden
- 1995 Bette Midler – To Deserve You (Plastic Vocal Journey) with CL McSpadden
- 1995 Bette Midler – To Deserve You (Edge Factor Dub) with CL McSpadden
- 1995 Backstreet Boys – We've Got It Going On (Marcus' Edge Factor Dub)
- 1996 Lina Santiago – Feels So Good (Show Me Your Love) (Vocal Journey) with CL McSpadden
- 1996 Lina Santiago – Feels So Good (Show Me Your Love) (The Edge Factor Vocal) with CL McSpadden
- 1996 Backstreet Boys – Get Down (You're The One For Me) (Markus Plastik Vocal)
- 1996 Технотроник Move It To The Rhythm (Reproduction) with CL McSpadden
- 1996 Madonna – Love Don't Live Here Anymore (Extended Journey) with CL McSpadden
- 1996 Madonna – Love Don't Live Here Anymore (Hot Mix Edit) with CL McSpadden
- 1996 Madonna – Love Don't Live Here Anymore (Hot Mix Radio Edit) with CL McSpadden
- 1996 Madonna – Love Don't Live Here Anymore (Edge Factor Dub) with CL McSpadden
- 1996 Madonna – Love Don't Live Here Anymore (Early Morning Dub) with CL McSpadden
- 1996 Liz Torres – Set Yourself Free (Markus Dub)
- 1996 Armand Van Helden Presents Old School Junkies – The Funk Phenomena (Edge Factor Dub) with CL McSpadden
- 1996 James Newton Howard – Theme From ER (Plastik Construction Mix) with CL McSpadden
- 1996 James Newton Howard – Theme From ER (Journey Mix) with CL McSpadden
- 1996 Backstreet Boys – We've Got It Going On (Marcus' Deadly Vocal Hotmix)
- 1997 RuPaul – A Little Bit Of Love (Hot Mix Version) with CL McSpadden
- 1997 RuPaul – A Little Bit Of Love (Edge Factor Dub) with CL McSpadden
- 1997 Groove Junkies – Everybody Needs To Be Loved (The Vocal Journey Edit) with CL McSpadden
- 1997 Poe – Hello (Modern Mix) with CL McSpadden
- 1997 Poe – Hello (Tribal Dub) with CL McSpadden
- 1997 e-N с участието на Ceevox – That Sound (Edge Factor Dub) with CL McSpadden
- 1997 Tilly Lilly – Roller Coaster (The Edge Factor Mix) with CL McSpadden
- 1997 Electronic – Second Nature (Plastik Mix) with CL McSpadden
- 1997 Electronic – Second Nature (Trance Atlantic Dub) with CL McSpadden
- 1997 Blue Amazon – No Other Love (Edge Factor Remix) with CL McSpadden
- 1997 LNR – Work It To The Bone (Plastik Reconstruction)
- 1998 Cynthia – If I Had The Chance (Edge Factor Mix)
- 1998 Vertigo Deluxe – Out Of My Mind (Edge Factor Dub)
- 1998 Vertigo Deluxe – Out Of My Mind (Plastik Vocal)
- 1998 The B-52's – Debbie (Edge Factor Mix)
- 1999 Everything But The Girl – Lullaby Of Clubland (Markus Schulz Renaissance Vocal)
- 1999 Everything But The Girl – Lullaby Of Clubland (Markus Schulz Virus Mix)
- 1999 Dream Traveler – Time (Markus Schulz Remix)
- 2000 Himmel – Celebrate Life (Markus Schulz Renaissance Mix)
- 2000 Masters Of Balance – Dreamworld (Markus Schulz Mix)
- 2000 Pablo Gargano – Eurogoal (M Schulz Remix)
- 2000 PQM – The Flying Song (Markus Schulz Vocal Mix)
- 2000 Aaron Lazarus – Your Time Will Come (Markus Schulz Mix)
- 2001 Pablo Gargano – Absolution (Markus Schulz Remix)
- 2001 Carissa Mondavi – Solid Ground (Markus Schulz Tribal Mix)
- 2001 Rouge – Jingalay (Markus Schulz Remix)
- 2001 Daniel Ash – Burning Man (Markus Schulz Remix)
- 2001 Fatboy Slim – Sunset (Bird Of Prey) (Markus Schulz Mix)
- 2001 Luzon – Manilla Sunrise (Markus Schulz Mix)
- 2001 Book Of Love – I Touch Roses (Markus Schulz Dark Rose Remix)
- 2002 Miro – By Your Side (Markus Schulz Coldharbour Mix)
- 2002 Miro – By Your Side (Markus Schulz Coldharbour Dub)
- 2003 Motorcycle – As The Rush Comes (Markus Schulz Coldharbour Remix)
- 2003 Jewel – Intuition (Markus Schulz Club Mix)
- 2003 Karada – Last Flight (Markus Schulz Return To Coldharbour Mix)
- 2003 Billy Paul Williams – So In Love (Markus Schulz „Sunset On South Beach“ Remix)
- 2003 Jewel – Stand (Markus Schulz Club Mix)
- 2003 Jewel – Stand (Markus Schulz Coldharbour Mix)
- 2004 Aly & Fila – Spirit Of Ka (Markus Schulz Remix)
- 2004 George Hales – Autumn Falls (Markus Schulz vs. Alucard Remix)
- 2004 Solid Globe – Sahara (Markus Schulz Coldharbour Mix)
- 2004 Filterheadz – Yimanya (Markus Schulz & Austin Leeds Remix)
- 2004 Plastic Angel – Distorted Reality (Markus Schulz Coldharbour Mix)
- 2004 Clubbervision – Dream Off (Austin Leeds & Markus Schulz Remix)
- 2004 Kobbe & Austin Leeds – Fusing Love (Austin Leeds & Markus Schulz Remix)
- 2004 Airwave – Ladyblue (Markus Schulz' Coldharbour Mix)
- 2004 Myth – Millionfold (Markus Schulz Remix)
- 2004 OceanLab – Satellite (Markus Schulz Coldharbour Mix)
- 2004 Piece Process – Solar Myth (Markus Schulz Mix)
- 2004 Space Manoeuvres – Stage One (Markus Schulz Dark Star Mix)
- 2004 Deepsky – Talk Like A Stranger (Markus Schulz Mix)
- 2004 Whirlpool – Under The Sun (Markus Schulz Remix)
- 2005 Tomonari & Tommy Pi – C Sharp 2005 (Markus Schulz Coldharbour Remix)
- 2005 Ridgewalkers – Find (Markus Schulz Intro Mix) (Andy Moor Remix)
- 2005 Departure – She Turns (Markus Schulz Mix)
- 2005 Nalin & Kane – Open Your Eyes (The Child You Are) (Markus Schulz Remix Edit)
- 2006 Kyau & Albert – Are You Fine? (Markus Schulz Remix)
- 2006 Eluna – Severence (Markus Schulz vs. Elevation Remix)
- 2006 Yoshimoto – Du What U Du (Markus Schulz Remix)
- 2007 Andrew Bennett – Menar (Markus Schulz Remix)
- 2007 Joop – The Future (Markus Schulz Remix)
- 2008 Destination X – Dangerous
- 2008 Markus Schulz & Andy Moor – Daydream
- 2008 John O'Callaghan с участието на Audrey Gallagher – Big Sky
- 2008 Sia – Buttons
- 2008 Mike Foyle – Bittersweet Nightshade
- 2009 Dance 2 Trance – Power of American Natives (Markus Schulz Return to Coldharbour Remix)

## Посещения в България
В клуб „Ялта“, София, на: 16 март 2007, 7 ноември 2008, 11 декември 2009 и 18 ноември 2011 г., 3 февруари 2018, София, Раковски 108